# Réveille-matin
Pour les articles homonymes, voir Réveille-matin (homonymie) et Réveil.

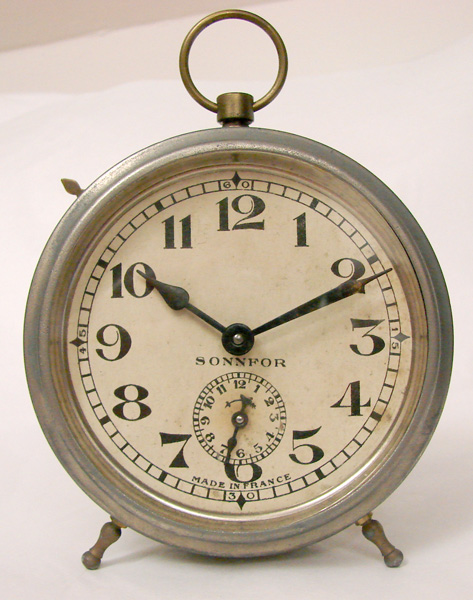
Réveil Bayard de type Sonnfor, collection du Musée de l'Horlogerie de Saint-Nicolas-d'Aliermont.

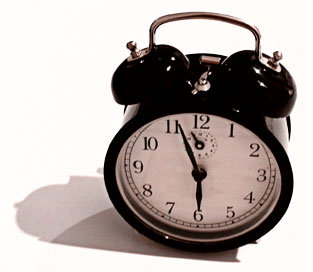
Un réveille-matin mécanique.

Un réveille-matin (parfois incorrectement écrit réveil-matin et souvent abrégé en réveil) est un système qui émet un son à une heure prédéterminée. On l'utilise généralement pour se réveiller le matin, d'où son nom. Il peut s'agir d'un appareil destiné à cet usage, généralement une horloge, ou d'autres appareils ayant une fonction réveille-matin tels que : la montre, le téléphone mobile, l'ordinateur, la télévision, la radio, etc.

## Histoire
Platon (428–348 av. J.-C.) met au point un système de réveil sur une horloge à eau : un sifflement prévient que la cuve est vide. Il l'aurait utilisé pour arrêter de s'assoupir lors de ses longs travaux et lectures nocturnes.
Philon de Byzance (vers 280-220 av. J.-C.) développe un mécanisme permettant de mesurer le temps écoulé : de l'eau contenue dans un récipient initial s'écoule lentement dans un autre récipient. Celui-ci est recouvert d'un plateau sur lequel sont disposées des boules et dans son fond se trouve un flotteur. Peu à peu, le flotteur remonte et produit le basculement du plateau, faisant tomber les boules sur un réceptacle en métal.
Autour du Xe siècle, en Chine, est mise au point une horloge à feu. Sur un support, souvent en forme de corps de dragon, se consume une mèche ou un bâton d'encens qui déclenche la chute bruyante de boules de métal à un moment précis et plus ou moins prédictible.
Ibn Al-Fahham Al Telemçani. Il est considéré comme l’un des plus grands ingénieurs, mécaniciens et inventeurs de l’histoire. Il a vécu à l'époque de la dynastie zayyanide, sous le règne du sultan Abu Hammu Musa II. Les doigts d'Ibn al-Fahham ont réalisé l'horloge Manjana, ou Mankana, au palais du Mechouar à Tlemcen, au début de l'année 1337 après J.-C. Ibn al-Fahham l'a modifié en réveil, pour aider à lire l'heure, à la demande du sultan zayyanide. Ibn al-Fahham a également réussi à créer une horloge à eau très complexe à l'école Bouganiya de Fès, qui a intrigué les scientifiques jusqu'à ce jour. L'horloge Manjana est considérée comme le premier réveil de l'histoire, précédant la conception du scientifique français Antoine Redier, qui a enregistré le réveil comme brevet en 1847. En d'autres termes, Ibn Al-Fahham l'a précédé dans cette invention de cinq siècles. La Manjana, l'une des horloges mécaniques les plus complexes et les mieux conçues. Ibn Al-Fahham a inventé cet appareil pour surveiller le temps à une époque où personne ne l'avait fait 
Avec l’avènement de l'horlogerie mécanique, à la fin du XIIIe siècle en Europe, les cloches, omniprésentes, font office de sonnerie de réveil. Dante Alighieri décrit en 1319 le son d'un réveil de monastère mais ce système de réveil existait déjà depuis plusieurs années.
Au XVe siècle, les premières horloges portatives et montres pouvaient éventuellement faire fonction de réveils lorsqu'elles possédaient une couronne trouée dans le cadran dans lequel on mettait une épingle pour déclencher la sonnerie à l'heure voulue.
Le premier véritable réveil a été créé par l'américain Levi Hutchins en 1787. Ce jeune apprenti horloger avait, selon la légende, du mal à se lever le matin. Il a mis au point un ingénieux dispositif de réveil sans pour autant le commercialiser ou le développer. Antoine Redier, horloger et inventeur français, est le premier, en 1847, à déposer un brevet pour un réveil mécanique réglable.
À la fin du XIXe siècle le réveil devient un objet indispensable de la vie quotidienne de millions d'ouvriers et d'employés. Aux États-Unis, la marque Ansonia (en) fabrique des réveils ronds surmontés d'une cloche. En France, les entreprises Japy en Franche-Comté et Bayard en Haute-Normandie se lancent dans la fabrication de modèles concurrents. Au début des années 1930, Japy connaît un grand succès avec son modèle « le Silencieux » (du caoutchouc amortit le son), tandis que Bayard commercialise les très populaires « Sonnfor », « Tapageur » et les réveils animés Mickey Mouse puis Blanche-Neige.
Le mot « réveille-matin » est invariable : les réveille-matin au pluriel. En effet, « réveille » est un verbe (donc invariable), et « matin » est un nom.

## Typologie
Il existe plusieurs types de réveil :
- mécanique, à ressort mécanique ;
- électrique ;
- simulateur d'aube.

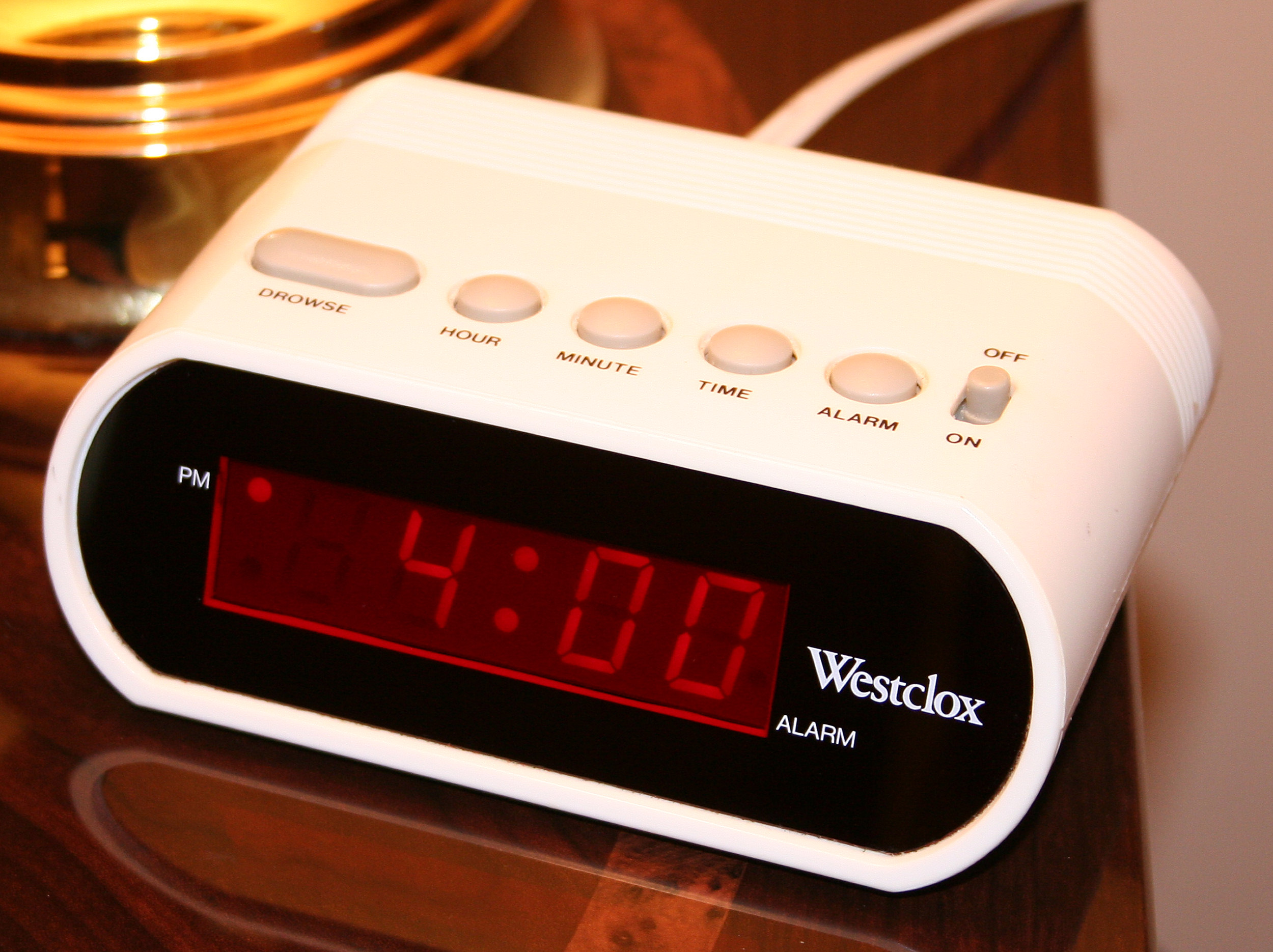
Un réveille-matin électrique.

Les réveille-matin modernes continuent généralement de produire le signal sonore tant que l'utilisateur n'agit pas sur l'appareil, ce qui assure le dormeur d'avoir bien entendu et de se réveiller.
Il est parfois possible de régler le déclenchement de certains réveille-matin à deux heures distinctes.
Il est courant depuis les années 1970 que des récepteurs radio soient intégrés aux réveils, déclinant au choix une alarme ou un programme radiophonique : on parle alors de radio-réveil (ou radioréveil). Plus tard, il en a été de même avec des lecteurs de cassettes audio, de disque compact ou de MP3, permettant de se réveiller avec la musique de son choix.
De nos jours, certains réveille-matin permettent de sélectionner des types de sons variés, parmi lesquels les chants d'oiseaux ou le ressac des vagues font figure de classiques.
Certains de ces appareils permettent de s'endormir avec de la musique ou en écoutant la radio, offrant un mode de temporisation qui éteint l'appareil automatiquement après un délai réglé par l'utilisateur. Ils sont également dotés d'une fonction de répétition de l'alarme qui permet d'éteindre l'alarme temporairement, alarme qui se déclenchera automatiquement de nouveau après un délai pour permettre de rester au lit quelques minutes supplémentaires sans risquer de se rendormir.
Les fabricants ont mis sur le marché des réveille-matin dont une lampe à l'intensité progressive peut se substituer à la sonnerie, calqué sur l'effet que produit naturellement sur l'homme le lever du soleil. Ce genre de réveille-matin s'appelle le simulateur d'aube.
On peut encore se servir d'autres appareils en guise de réveille-matin tels que : montre, téléphone mobile, ordinateur, télévision, etc.